# Horowitz Ridge
Horowitz Ridge är en bergstopp i Antarktis. Den ligger i Östantarktis. Nya Zeeland gör anspråk på området. Toppen på Horowitz Ridge är 1 717 meter över havet.
Terrängen runt Horowitz Ridge är kuperad åt sydost, men åt nordväst är den bergig.  Trakten är obefolkad. Det finns inga samhällen i närheten. 